# Рябов Яків Петрович
Яків Петрович Рябов (24 березня 1928, село Шишкеєво Рузаєвського району, тепер Мордовії, Російська Федерація — 17 квітня 2018, місто Москва) — радянський державний діяч, секретар ЦК КПРС, дипломат, 1-й секретар Свердловського обкому КПРС, заступник голови Ради міністрів СРСР. Член ЦК КПРС у 1971—1990 роках. Депутат Верховної Ради Російської РФСР (1963—1975), член Президії Верховної Ради Російської РФСР (1967—1971). Депутат Верховної Ради СРСР 8—11-го скликань. Доктор політичних наук, професор. Академік Російської інженерної академії.

## Життєпис
Народився в багатодітній селянській родині. У 1930 році сім'я переїхала до Свердловська на будівництво Уралмашзаводу. З травня 1942 року, після закінчення сьомого класу, працював у колгоспі.
У жовтні 1942 — вересні 1944 року — токар-карусельник заводу № 9 міста Свердловська.
У вересні 1944 — червні 1946 року — учень Свердловського машинобудівного технікуму.
У червні 1946 — листопаді 1958 року — технік-конструктор, інженер, старший інженер-конструктор, керівник конструкторської групи, начальник відділу спеціального конструкторського бюро, заступник начальника цеху, начальник цеху Свердловського турбомоторного заводу № 76.
У 1952 році закінчив вечірнє відділення Уральського політехнічного інституту імені Кірова.
Член КПРС з 1954 року.
У листопаді 1958 — жовтні 1960 року — секретар партійного комітету Свердловського турбомоторного заводу.
У жовтні 1960 — січні 1963 року — 1-й секретар Орджонікідзевського районного комітету КПРС міста Свердловська.
У січні 1963 — лютому 1966 року — 1-й секретар Свердловського міського комітету КПРС.
У лютому 1966 — 6 січня 1971 року — 2-й секретар Свердловського обласного комітету КПРС.
6 січня 1971 — 2 листопада 1976 року — 1-й секретар Свердловського обласного комітету КПРС. На зустрічі з Л.І Брежнєвим з приводу призначення нового І секретаря Свердловського обкому КПРС  виступив проти кандидатури другого секретаря обкому партії Є.О.Коровіна, запропонував кандидатуру другого секретаря ЦК КП Грузії Г. Колбіна, який був попередником Коровіна і наступником самого Рябова на посаді другого секретаря Свердловського обкому КПРС. Після заперечень Л.І.Брежнєва несподівано вніс кандидатуру Б.М Єльцина, секретаря обкому партії з промисловості, на що Л.І.Брежнєв погодився. Згодом Рябов про це шкодував, але він цією пропозицією відкрив дорогу Б.М.Єльцину до великої політики.
26 жовтня 1976 — 17 квітня 1979 року — секретар ЦК КПРС, куратор військово-промислового комплексу. Не лагодив зі своїм попередником, міністром оборони СРСР  Д. Устиновим. Під час відрядження до м. Нижній Тагіл на зустрічі з місцевим партактивом заявив про погане здоров'я Л.І.Брежнєва, незабаром був звільнений з посади секретаря ЦК КПРС (посада секретаря ЦК з ВПК була вакантною до червня 1983 року, коли її зайняв Г. Романов). 
У квітні 1979 — травні 1983 року — 1-й заступник голови Державного планового комітету СРСР.
27 травня 1983 — 27 вересня 1984 року — голова Державного комітету СРСР із зовнішніх економічних зв'язків.
27 вересня 1984 — 19 червня 1986 року — заступник голови Ради міністрів СРСР.
19 червня 1986 — 23 травня 1990 року — Надзвичайний і Повноважний Посол СРСР у Французькій Республіці.
З травня 1990 року — персональний пенсіонер союзного значення в місті Москві.
У  лютому 1992—2001 роках — президент Асоціації сприяння розвитку Уральського регіону. З 1992 року — співголова Міжнародного Демидівського фонду. У 2000—2001 роках очолював Партію пенсіонерів Росії. З 2001 року — почесний президент Уральського земляцтва. Почесний член Російської академії ракетних і артилерійських наук. Академік Російської інженерної академії.
Помер у Москві 17 квітня 2018 року. Похований на Троєкурівському цвинтарі.

## Нагороди і звання
- три ордени Леніна (25.08.1971, 3.03.1976, 23.03.1978)
- орден Жовтневої Революції (23.03.1988)
- два ордени Трудового Червоного Прапора (8.08.1966, 12.04.1983)
- орден «Знак Пошани» (20.09.1962)
- медалі
- Почесна грамота Кабінету Міністрів Російської Федерації (21.03.1998)
- Почесний громадянин Свердловської області (13.03.2008)
- Відзнака «За заслуги перед Свердловською областю» II ступеня (14.03.2018)
- Надзвичайний і Повноважний Посол